# Jozef Štibrányi
Jozef Štibrányi (Farkashida, 1940. január 11. –) kilencszeres csehszlovák válogatott, világbajnoki ezüstérmes szlovák labdarúgó, csatár, jobbszélső.

## Pályafutása

### A válogatottban
1960 és 1963 között kilenc alkalommal szerepelt a csehszlovák válogatottban és egy gólt szerzett. Tagja volt az 1962-es chilei világbajnokságon ezüstérmet szerzett csapatnak.

## Sikerei, díjai
- Világbajnokság
  - ezüstérmes: 1962, Chile
- Csehszlovák bajnokság
  - bajnok: 1961–62, 1962–63
- Csehszlovák kupa
  - döntős: 1962